# Захарьина, Наталья Александровна
Ната́лья Алекса́ндровна Заха́рьина, в замужестве — Герцен (22 октября [3 ноября] 1817, Москва — 2 [14] мая 1852, Ницца) — двоюродная сестра и жена Александра Ивановича Герцена (с 1838 года), мать его детей. Один из центральных образов его мемуарного произведения «Былое и думы». Оставила большое эпистолярное наследие, дневник и план автобиографии.

## Происхождение, воспитание

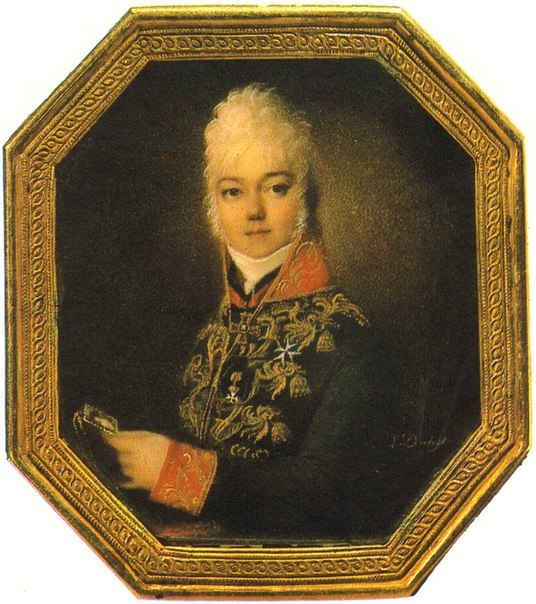
А. А. Яковлев — отец Н. А. Захарьиной

Наталья Александровна была незаконнорождённой дочерью обер-прокурора Святейшего синода Александра Алексеевича Яковлева. В метрической книге сохранилась запись: «Октября 22-го 1817 года в доме Генерала Александра Алексеевича Яковлева от приезжей иностранки Ксении родилась Наталия дочь Александрова Захарьина благородная крещена октября 24-го». Фамилию «Захарьина» получила в память об общих предках Яковлевых и Романовых. В том же доме на Тверском бульваре, 25 (известном как Дом Герцена и фигурирующем в романе Михаила Булгакова «Мастер и Маргарита» под названием Дом Грибоедова) пятью годами ранее появился на свет двоюродный брат Захарьиной — Александр Герцен.
По данным биографа Герценов Екатерины Некрасовой, у обер-прокурора было несколько детей, родившихся вне брака, и он «всех держал при себе, каждому давал образование». Наталье было семь лет, когда Яковлев скончался. Девочку взяла на воспитание его родная сестра — княгиня Мария Алексеевна Хованская. Княгиня, перешагнувшая в ту пору семидесятилетний рубеж, была «причудлива, капризна, эгоистична»; управление домашним хозяйством она доверила своей компаньонке Марии Макашиной. Впоследствии, вспоминая об отроческих и юношеских годах, проведённых в доме Хованской, Захарьина писала: «Мне всё казалось, что я попала ошибкой в эту жизнь и что скоро ворочусь домой — но где же был мой дом?.. Стремление выйти в другой мир становилось всё сильнее, и с тем вместе росло презрение к моей темнице и её жестоким часовым».
Со своим кузеном Александром Герценом (его отец был родным братом Александра Яковлева) Наталья познакомилась ещё в раннем детстве, однако до поры до времени их общение было поверхностным. Знаковой датой, изменившей отношения, они считали 9 апреля 1835 года, когда Александр Иванович, осуждённый по «Делу о лицах, певших пасквильные стихи» и приговорённый Следственной комиссией к ссылке, отправился в Пермь. На прощальное свидание его мать взяла с собой семнадцатилетнюю Наталью.

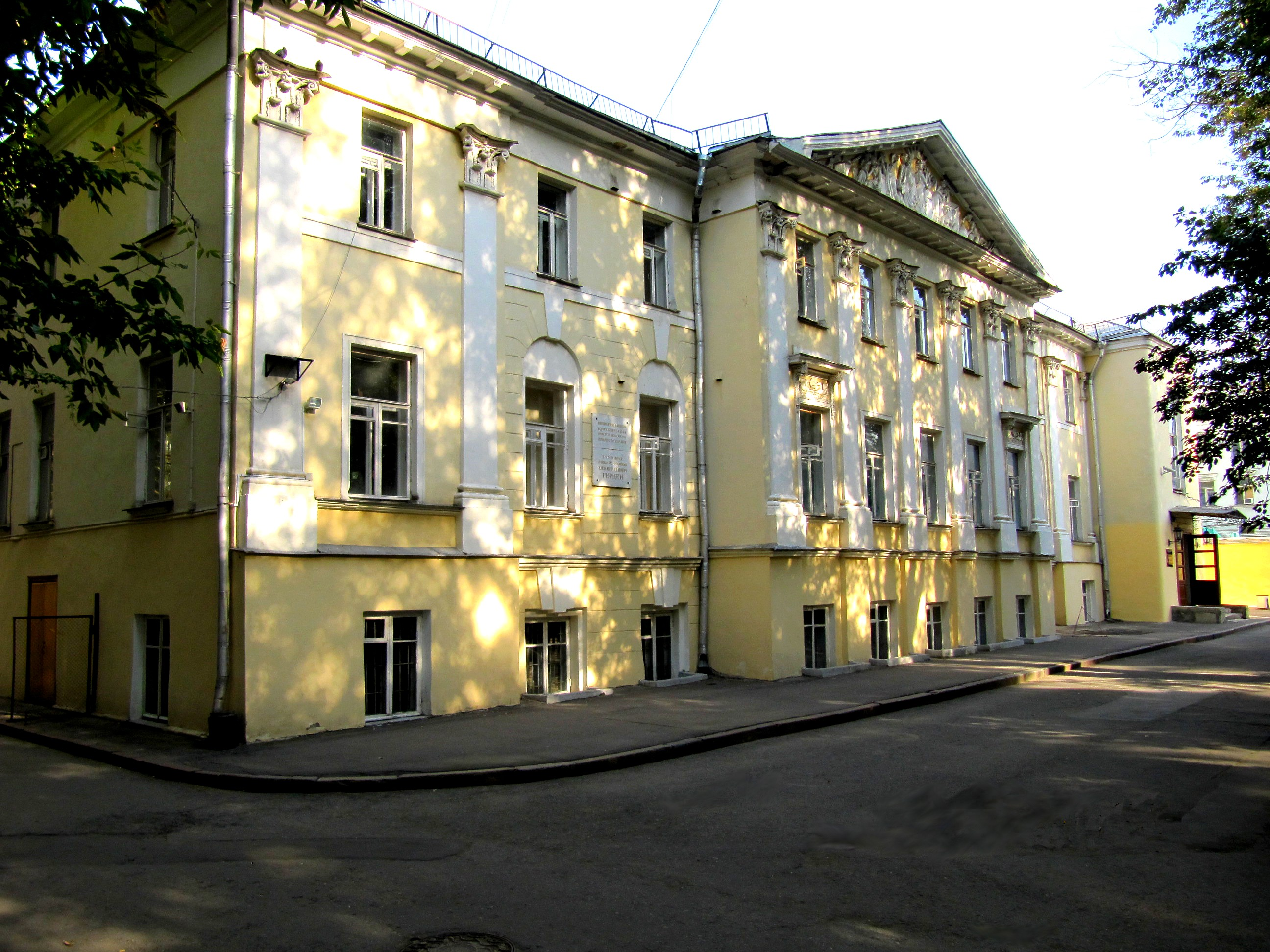
Тверской бульвар, 25 — «Дом Герцена» (ныне — здание Литературного института)

Итогом короткой встречи стала длительная переписка Герцена и Захарьиной: он отправлял ей письма из Перми, Вятки, Владимира; Наталья в ответ рассказывала о своей жизни, попутно признаваясь, что получение посланий для неё, живущей в условиях надзора и запретов, сопряжено с немалыми сложностями: «Писать всего не могу, потому что знаю, что письма мои иногда читаются… Главное беззащитность; каждый имеет право обидеть». Для Захарьиной положение в доме Хованской было сродни той же ссылке, в которой находился её кузен. Спустя годы, рассказывая писательнице Татьяне Астраковой о своих юношеских чаяниях, Наталья Александровна признавалась:

Ты знаешь мою натуру, знаешь моё детство, юность… С ранних лет мне нужно было знать и любить безмерно, а окружающее меня вгоняло, втесняло меня в самоё себя… Внутренний мир становился всё шире и шире, а стенки делались всё тоньше. Если б не Александр, я погибла б, совсем бы погибла…

## Начало семейной жизни
В 1837 году Наталья Александровна сообщила находившемуся в Вятке Герцену, что Хованская решила выдать её замуж за некоего Снаксарёва и даже выделила в качестве приданого 100 000 рублей и небольшую деревню в Подмосковье. Уже начались приготовления к свадьбе, но бракосочетание по каким-то причинам не состоялось. Мысли о необходимости вызволить Захарьину из дома княгини заставили Александра Ивановича подать прошение об отпуске. Оно было удовлетворено лишь через несколько месяцев — к тому времени Герцен уже находился во Владимире. В апреле 1838 года Александр Иванович прибыл в Москву и встретился с кузиной. Тогда же была сделана его первая попытка увезти Наталью Александровну, однако план, в реализации которого принимали участие Татьяна Астракова и её муж — магистр математики — оказался неудачным; Герцен, вернувшись во Владимир, начал приготовления к свадьбе и повторному «похищению невесты».
Оно произошло через три недели, в начале мая, и впоследствии было описано в «Былом и думах» и воспоминаниях Астраковой: Наталья Александровна, пользуясь недолгим отсутствием Хованской и её компаньонки, сумела выйти из дома и вместе с другом Герцена Николаем Кетчером поехала в Перов трактир; по пути им несколько раз пришлось менять извозчиков. Астраков, наблюдавший на улице за побегом Захарьиной, удостоверился, что погони нет, и поспешил к себе домой — там его ждал Александр Иванович. Встреча Герцена и Захарьиной произошла в трактире у Рогожской заставы. Отметив «освобождение пленницы» шампанским, Александр Иванович и Наталья Александровна выехали во Владимир, где 9 мая 1838 года состоялось венчание в Храме Казанской иконы Божией Матери. Начало семейной жизни Герцен зафиксировал в дневнике словами: «Конец переписке».

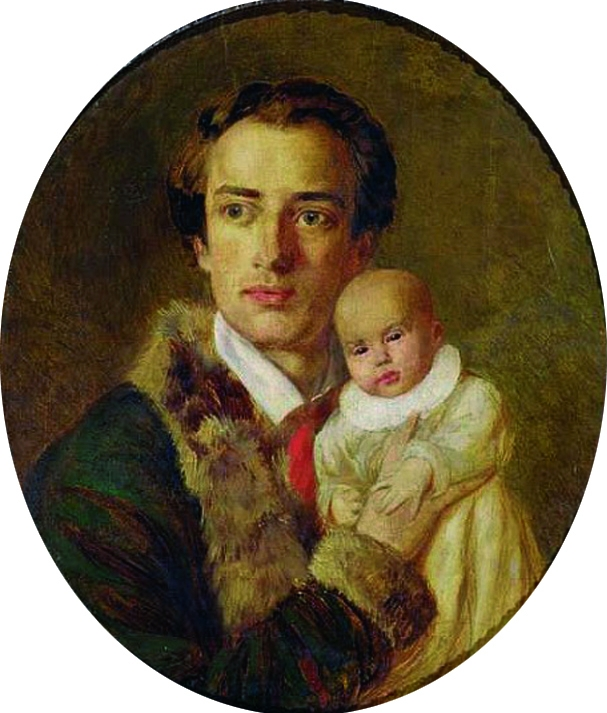
Александр Герцен с сыном Александром. 1840

Во Владимире супруги жили уединённо — Герцен занимался литературным творчеством, работал над повестью «О себе», Наталья Александровна много читала. В одном из писем подруге она упоминала, что им удалось снять уютный дом на городской окраине: «Сидим у камина, вспоминаем друзей и наслаждаемся настоящим». В июне 1839 года в семье появился первенец — сын Александр Александрович. Через полтора месяца стало известно, что полицейский надзор с Герцена снят. Тем же летом семья переехала в Москву. Впоследствии, рассказывая Огарёву о том, как много значила для него Наталья Александровна, Герцен писал: «В действительную жизнь, в действительное спасение вышел я женитьбой».
Друзья и знакомые Герцена в целом тепло относились к его жене. Так, Николай Огарёв отзывался о ней как о «самой изящной женщине из тех, кого знал». На Виссариона Белинского большое впечатление произвёл свободный уклад жизни в доме Герценов и естественное поведение Натальи Александровны: «Что это за женственное, благороднейшее создание, полное любви, кротости, нежности и тихой грации!». Когда Герцены переехали в столицу, общавшийся с ними Михаил Бакунин рассказывал, что Александр Иванович и Наталья Александровна были для него «отрадою в Петербурге: он — прекрасный, умный, благородный человек, а она — святое, любящее, истинно женственное существо». В то же время Авдотья Панаева считала, что жену Герцена отличало «слишком явное самомнение».

## Жизнь в Европе. Отношения с Гервегом
С 1847 года жизнь Герценов проходила за пределами России. Формальным поводом для отъезда в Европу было лечение Натальи Александровны — после смерти одиннадцатимесячной дочери Лизы (1845—1846) Захарьина пребывала в угнетённом состоянии. В то же время её беспокоило охлаждение в отношениях между мужем и некоторыми его друзьями — в письмах Татьяне Астраковой она просила: «Пиши мне подробнее о Кетчере, несмотря ни на что, люблю этого человека и желаю, чтобы воскресла его вера в нашу дружбу». Оказавшись свидетелем революционных событий в Париже, Наталья Александровна сообщала московским друзьям, что «подробностей недостаёт духа описывать… Как мы живы, удивляюсь, но живы только физически».

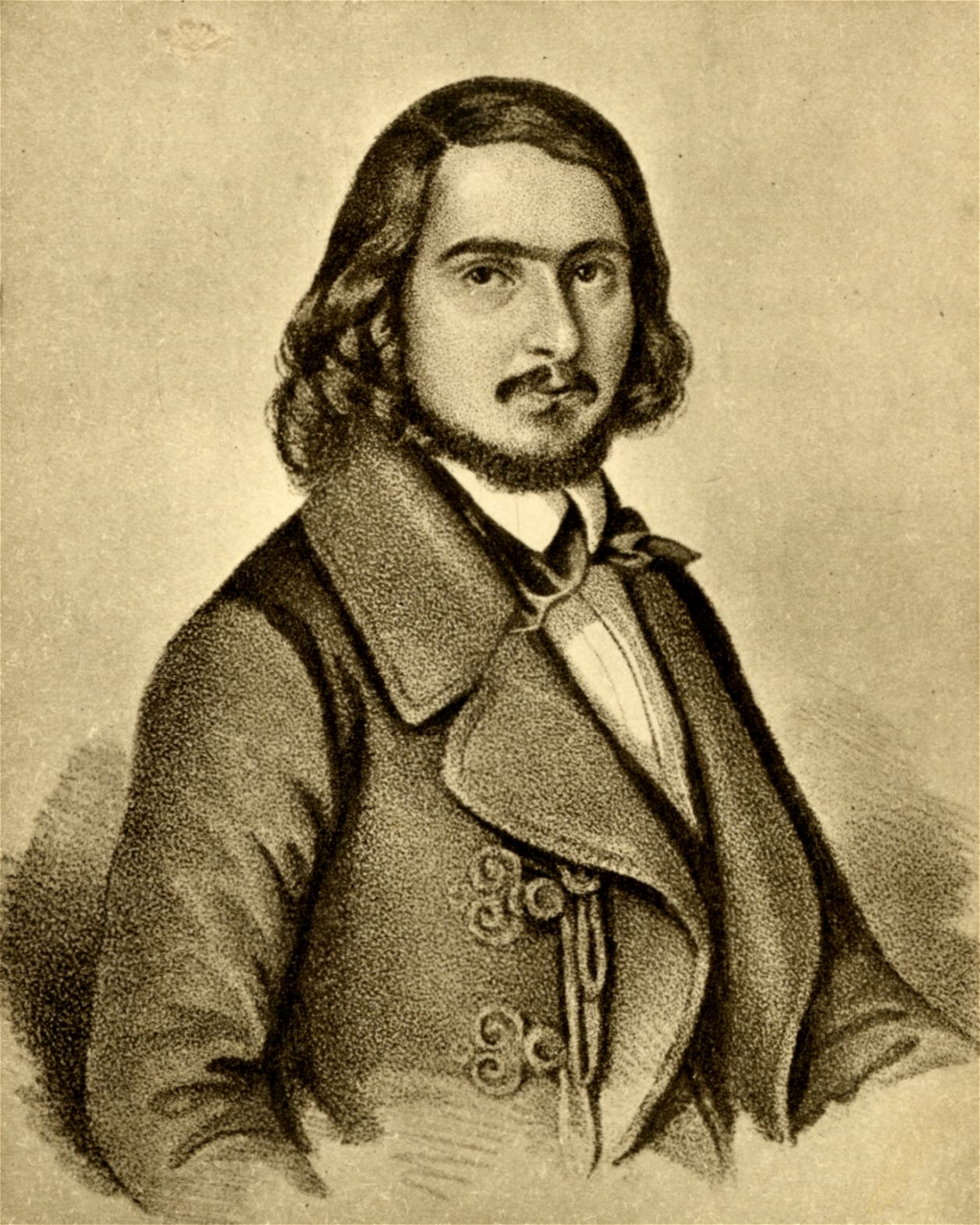
Георг Гервег

В этот период в жизни Герценов появились новые друзья — немецкий поэт Георг Гервег и его жена Эмма. Гервег и Александр Иванович чувствовали сильное духовное родство, их интересы, вкусы, пристрастия оказались очень похожими, и с определённого момента Захарьина стала называть их «близнецами» — в этом образе, по замечанию литературоведа Ирины Паперно, присутствовала явная отсылка к повести Жорж Санд «Маленькая Фадетта».
Желание жить на «острове гармонии» привело Герценов и Гервегов к идее создания своеобразной «утопической коммуны», обитатели которой, как предполагалось, смогут преодолеть «чувство собственности» и «остаточный эгоизм». Когда Александр Иванович и Наталья Александровна перебрались в Женеву, туда же вслед за ними переехал и Гервег, ставший учителем для детей Герценов. О том, что его жену и Георга связывает не только дружба, Герцен начал догадываться в 1849 году. Наталья Александровна, объясняя причины своего увлечения поэтом, говорила мужу: «Он — большой ребёнок, а ты — совершеннолетний… Он умрёт от холодного слова, его надобно щадить».
С лета 1850 года Гервеги и Герцены жили в одном доме в Ницце. В ноябре Наталья Александровна родила девочку, названную Ольгой (как уточнила Ирина Паперно, «герценоведы предпочли верить, что это был ребёнок Герцена»). Вскоре, поняв, что совместное существование превратилось в большую проблему, Александр Иванович предложил Георгу и его жене покинуть дом. Гервеги уехали в Геную, однако драматические события продолжались: Георг обнародовал подробности о жизни в коммуне, а затем обменялся с Герценом оскорбительными письмами. В одном из них Гервег, в частности, писал: «…В порыве любви она зачала от меня в Женеве ребёнка, и я никогда не поверю, что вы и тогда не подозревали, как все остальные, — что не настолько обмануты, как хотите представить». Дело едва не дошло до дуэли, от которой Герцен уклонился, посчитав, что приговор Гервегу, «нарушившему моральный кодекс „нового человека“», должен вынести «суд чести». Стремясь поставить точку в этой истории, Наталья Александровна передала друзьям письмо, адресованное поэту, — в нём она признала, что её увлечение Георгом было достаточно сильным, но она сделала свой выбор: «Я остаюсь в моей семье, моя семья — Алекс[андр] и мои дети… Между мной и вами нет места».

## Смерть

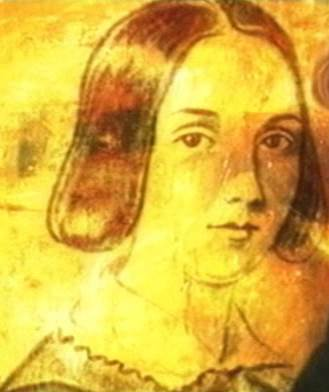
Н. А. Захарьина. 1842

В ноябре 1851 года в семье Герценов произошла трагедия: во время крушения корабля, направлявшегося из Марселя в Ниццу, погибли их сын — восьмилетний Николай, глухонемой от рождения, мать Александра Ивановича и воспитатель мальчика. С этого момента состояние здоровья Захарьиной стало стремительно ухудшаться. 30 апреля у неё начались преждевременные роды — на свет появился мальчик, названный Владимиром. Ребёнок умер 2 мая; вместе с ним ушла из жизни и 34-летняя Наталья Александровна. Спустя годы Герцен, вспоминая о жене, писал сыну Александру:

Вот я доживаю пятый десяток, но, веришь ли ты, что такой великой женщины я не видал. У неё ум и сердце, изящество форм и душевное благородство были неразрывны. А эта беспредельная любовь к вам… Да, это был высший идеал женщины!

## Дети

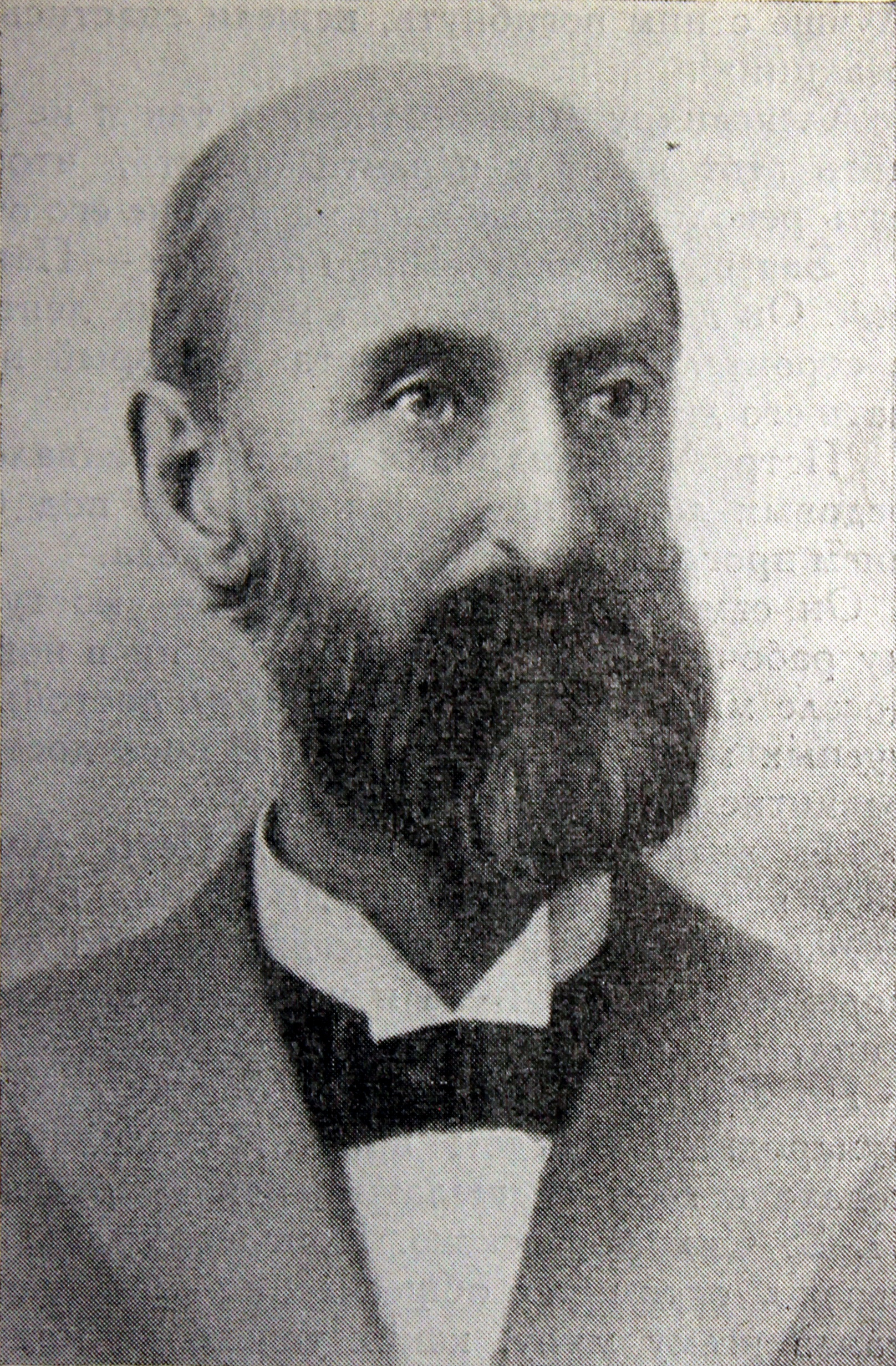
Старший сын Александр Александрович

Кроме сына Владимира, появившегося на свет в 1852 году и прожившего всего несколько дней, Наталья Александровна родила ещё восьмерых детей. Её первенец, Александр Александрович (1839—1906), занимался физиологией, был профессором Лозаннского университета. Вместе с женой — итальянкой Терезиной — он вырастил семерых сыновей и трёх дочерей. В феврале 1841 года в семье Герценов появился мальчик Иван, который умер почти сразу после рождения. В декабре того же года Захарьина родила дочь Наталью, скончавшуюся через два дня. Менее недели прожил ещё один сын Иван (30 ноября 1842 — 5 декабря 1842). Ровно через год, в ноябре 1843-го, появился Николай, который, по словам прапраправнучки Герценов Наташи Узер-Герцен, был «глухим, но при этом очень умным, одарённым ребёнком».
Дочь Герценов Наталья (1844—1936), которую близкие звали Татой, не создала своей семьи. Она занималась изучением творческого наследия Александра Ивановича и сумела сохранить многие документы и фамильные реликвии. Родившаяся в декабре 1845 года Елизавета (Лика) прожила всего одиннадцать месяцев. Младшая девочка — Ольга Герцен, появившаяся на свет в ноябре 1850 года, — росла крепким, здоровым ребёнком. Ей, вышедшей замуж за французского историка Габриэля Моно, был отмерен долгий век: она скончалась в 1953 году в 103-летнем возрасте.

## Героиня «Былого и дум»

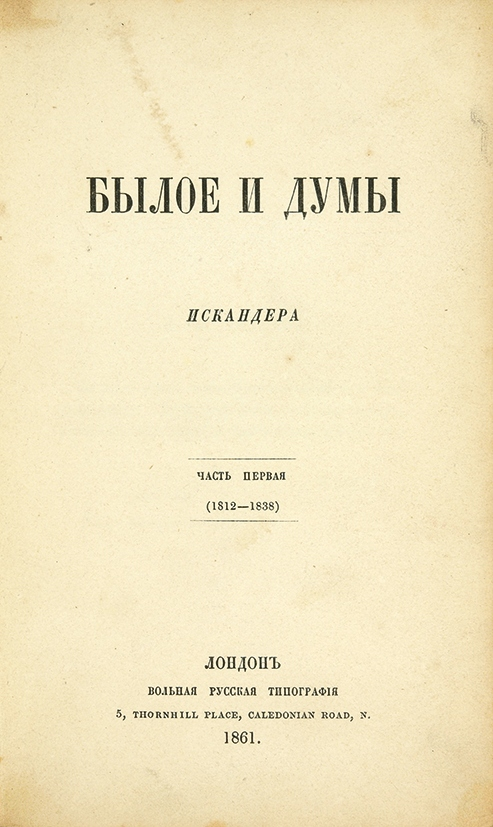
Обложка первого тома первого издания «Былого и дум»

На титульном листе «Былого и дум» стоит посвящение Огарёву с авторской ремаркой: «В этой книге больше всего говорится о двух личностях. Одной уже нет, ты один остался». Далее начинается само повествование, причём имя Захарьиной не встречается в тексте достаточно долго. После сотни страниц стиль внезапно меняется — живая, стремительная речь уступает место лирическим интонациям: «Первый раз в моём рассказе появляется женский образ… и собственно, один женский образ является во всей моей жизни». Воспоминания о первых встречах воспроизводятся скрупулёзно, с точным указанием места и времени свиданий. К портрету героини («большие глаза, окаймлённые тёмной полоской… томная усталь и вечная грусть») рассказчик подходит лишь в третьей части; особое впечатление на него производит короткая встреча, предшествующая первому — несостоявшемуся — «похищению»: «Она взошла вся в белом, ослепительно прекрасна; три года разлуки и вынесенная борьба окончили черты и выражение».
Во второй половине 5-й части «Былого и дум» лирика исчезает: рассказчик переходит к исповеди, связанной со своей семейной драмой. Иван Тургенев, прочитавший эти страницы ещё в черновом варианте, заметил, что «так умел писать он — один из русских». Здесь, по словам литературоведа Лидии Гинзбург, появляются красноречивые детали, становящиеся «носителями больших жизненных значений». Так, в главе «Oceano nox», воспроизводящей историю гибели матери Герцена и его глухонемого сына Коли в Средиземном море, автор сообщает, что от ребёнка осталась только детская перчатка: «Она [Наталья Александровна] вынимала его маленькую перчатку, которая уцелела в кармане у горничной, и наставало молчание, то молчание, в которое жизнь утекает, как в поднятую плотину».
В той же главе есть ещё один насыщенный мельчайшими подробностями эпизод — речь идёт о встрече Александра Ивановича с женой в Турине. Свидание происходит после потрясений, выпавших на семью, и примирению супругов способствует атмосфера в гостиничном номере: «На накрытом столе стояли две незажжённые свечи, хлеб, фрукты и графин вина; я никого не хотел будить, мы зажгли свечи и, севши за пустой стол, взглянули друг на друга и разом вспомнили владимирское житьё». Тургенев в письме, адресованном Михаилу Салтыкову-Щедрину, признавался, что, познакомившись с главами, рассказывающими о драматических событиях в жизни Герценов и обстоятельствах смерти Захарьиной, он «все эти дни находился под впечатлением». Сам Александр Иванович в течение многих лет анализировал промахи и ошибки, которые привели к роковой развязке, — в письме к дочери Наталье (Тате) он рассказывал:

Для нас семейная жизнь была на втором плане, на первом — наша деятельность. Ну и смотри — пропаганда наша удалась, а семейная жизнь пострадала. Избалованные окружающим, в борьбе с миром традиции мы были, так сказать, дерзки, думали, что всё сойдёт с рук, были ужасно самонадеянны. Ну и срезались… должны были срезаться, так или иначе — это неважно.

## Эпистолярное наследие
В XIX столетии письма зачастую воспринимались в обществе не только как средство для обмена информацией, но и как эпистолярный жанр и своего рода «литературный факт». Герцен ещё до женитьбы обращал внимание на умение Натальи Александровны создавать в них простые и точные образы: «Ты, может, и понятия не имеешь об огромности твоего таланта писать». Анализируя эпистолярное наследие Захарьиной, литературовед Ирина Савкина пришла к выводу, что стиль и настроение в её текстах с годами менялись. Первые письма отправлялись Герцену семнадцатилетней девушкой из дома княгини Хованской — в них превалировал мотив «тесноты, пустоты и холода». Наталье не хватало личного пространства — отсюда признания: «Ужас как неловко писать на коленях, да и пора вниз». В этот период переписка, возможность выговориться и рассказать о наболевшем были для неё «собственной комнатой».
Владимирский этап жизни воспринимался Захарьиной как время абсолютной гармонии. Рассказывая одной из подруг о тихой, замкнутой жизни с мужем на окраине города, она сообщала, что «на душе так хорошо, так светло». В этот период много места в её письмах уделялось бытовым подробностям, хозяйственным вопросам; появление сына Саши также привнесло в тексты новые ноты. На погружение в себя и анализ внутреннего состояния у молодой жены просто не оставалось времени. После переезда в Москву и Петербург интонация писем, адресованных подругам (прежде всего Татьяне Астраковой), резко изменилась: Захарьина сообщала о смерти новорождённых детей, диагнозах врачей, их прогнозах — в текстах стали преобладать мотивы тревоги и потерянности.
Совсем иное настроение ощущалось в посланиях Натальи Александровны из Европы — смена обстановки вытеснила горькие мысли, возникло осознание, что «началась новая жизнь с новыми ценностями». Она чувствовала себя переродившейся — вместо романтичной, постоянно сомневающейся в себе девушки появилась свободная, уверенная женщина. В коммуне, на «острове гармонии», она упивалась полнотой жизни: «Мы все так сжились, спелись — я не могу представить существования гармоничнее». Особняком стоят письма, адресованные Гервегу, — в них присутствовала «непреодолимая страсть, которой она, вероятно, сначала сопротивлялась, но потом разрешила последовать себе за своими желаниями». Всё эпистолярное наследие Захарьиной — это, по словам Ирины Савкиной, сложный путь «поиска собственной идентичности».
Письма Натальи Александровны были включены в «Былое и думы»; кроме того, они публиковались в журнале «Русская мысль» (1889, № 5, 6), издании «Русская старина» (1893, № 3), книге «П. В. Анненков и его друзья» (1892), мемуарах Татьяны Пассек «Из дальних лет» (1905), 7-м томе собрания сочинений Герцена (1905), книге Эдуарда Карра «The Romantic Exiles» (1933).